# Vitrey-sur-Mance
Vitrey-sur-Mance är en kommun i departementet Haute-Saône i regionen Bourgogne-Franche-Comté i östra Frankrike. Kommunen ligger i kantonen Vitrey-sur-Mance som tillhör arrondissementet Vesoul. År 2022 hade Vitrey-sur-Mance 297 invånare.

## Befolkningsutveckling
Antalet invånare i kommunen Vitrey-sur-Mance
| Referens: INSEE |